# Serie AT89 de Atmel

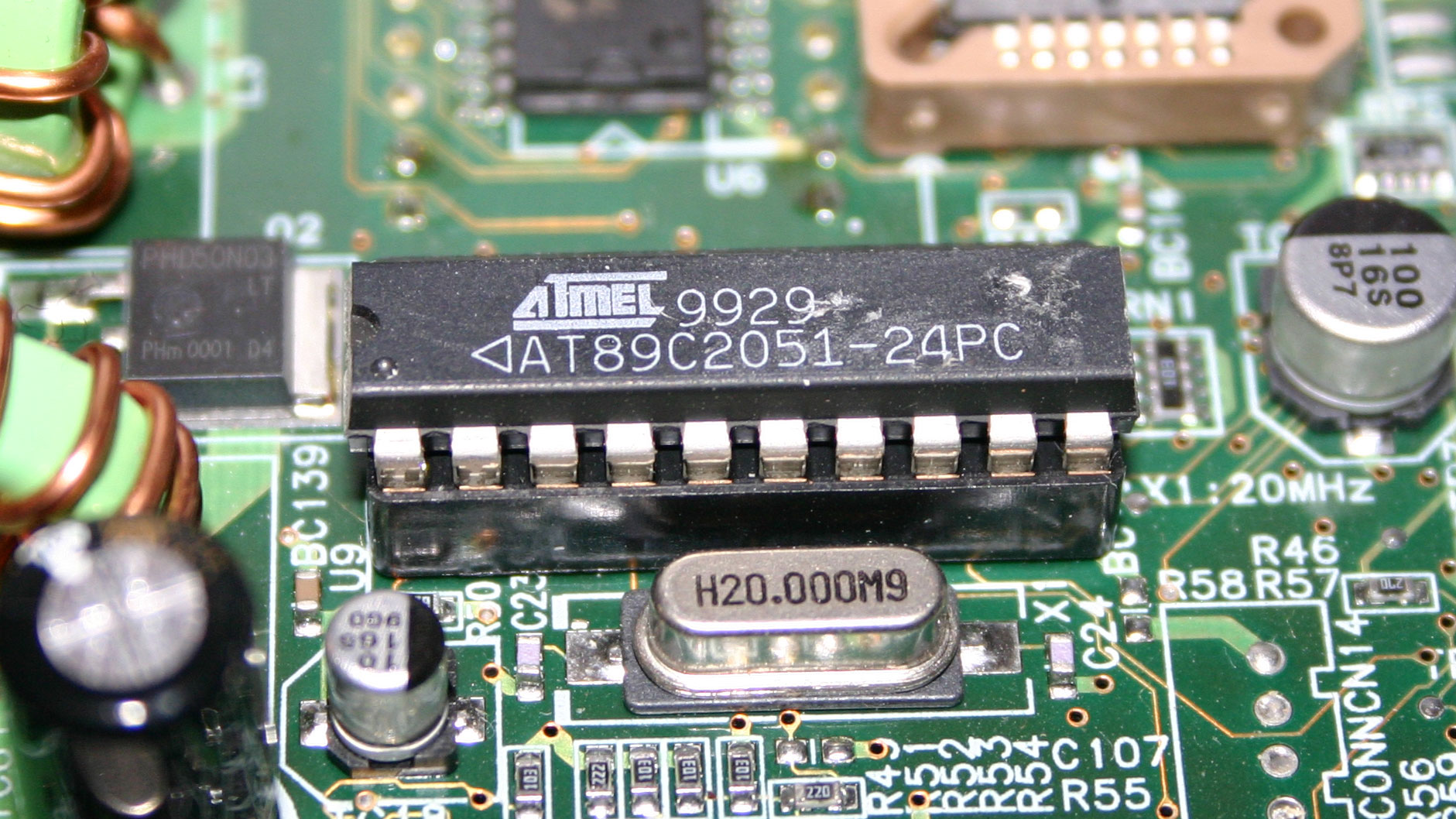
Un microcontrolador AT89c2051 en un circuito.

La serie AT89 de Atmel es una serie de microcontroladores de 8 bits (μCs) fabricados por Atmel Corporation, compatible Intel 8051.
En los últimos tiempos, a la serie AT89 se le ha ido agregando funciones especiales a sus microcontroladores con "núcleo 8051", tal como controladores USB, I²C (TWI), SPI, controladores de bus CAN, decodificadores MP3 y hardware de PWM.

## Series de microconttroladores AT89
| Nombre del dispositivo | Memoria de programa | Memoria de datos |
| ---------------------- | ------------------- | ---------------- |
| AT89C1051              | 1K Flash            | 64 RAM           |
| AT89C2051              | 2K Flash            | 128 RAM          |
| AT89C51                | 4K Flash            | 128 RAM          |
| AT89C52                | 8K Flash            | 256 RAM          |
| AT89C55                | 20K Flash           | 256 RAM          |
| AT89S8252              | 8K Flash            | 256 RAM          |
| AT89S53                | 12K Flash           | 256 RAM          |

## Estructura de los puertos y operación
Los cuatro puertos del AT89C51 yAT89C52 son bidireccionales. Cada uno tiene un latch (Registro de funciones especiales para P0 hasta P3), un driver de salida, y un buffer de entrada. Los puertos 0, 2 y 3 se utilizan para el acceso a memoria externa. En esta aplicación, El puerto 0 emite el byte inferior de la dirección de memoria, multiplexada en el tiempo con el byte que se ha de leer o escribir. El puerto 2 emite el byte superior de la dirección (si se utiliza una dirección de 16 bits) y el puerto 3 emite señales de control.